# Capanna Borgna
Die Capanna Borgna (deutsch Borgnahütte) ist eine Selbstversorgerhütte oberhalb von Vogorno in der Gemeinde Verzasca im Val della Porta in den Tessiner Alpen. Sie ist eine der fünf Schutzhütten, die die Via Alta della Verzasca (VAV) bilden und der Società Escursionistica Verzaschese (SEV) gehören.

## Beschreibung
Die Hütte liegt auf 1912 m ü. M. in einem Seitental des Verzascatals. Sie besteht aus zwei Gebäuden, die von 1993 bis 2003 in zwei Etappen von Freiwilligen der SEV restauriert wurden.
Das zweistöckige Hauptgebäude aus Stein verfügt über Küche und Aufenthalts- und Essraum mit 24 Plätzen. Die Küche ist mit einem Holz- und Gasherd und Kochgeschirr ausgerüstet. Toiletten und fliessendes Wasser befinden sich im Inneren des Gebäudes. Die Hütten werden mit Holz beheizt und mit Solarzellen beleuchtet. Die 27 Schlafplätze sind auf die zwei Gebäude aufgeteilt.
Die Hütte ist Etappenort der zehnten Etappe des Höhenwegs Via Alta Idra, der in 12 Etappen von der Quelle des Flusses Tessin bis zu seiner Mündung in den Lago Maggiore führt.

## Zustieg
- Von Monti della Gana (1286 m ü. M.) in 2 Stunden Gehzeit (Schwierigkeitsgrad T2).
- Von Vogorno (495 m ü. M.) in 4 Stunden (T2).
- Von Mornera (1347 m ü. M.) in 4 ½ Stunden (T3). Mornera kann mit der Seilbahn von Monte Carasso erreicht werden.

## Wanderungen
- Val Ruscada
- Val Carecchio
- Valle di Moleno

## Aufstiege
- Pizzo di Vogorno (2442 m ü. M.) in 2 Stunden (T3)
- Madón (2395 m ü. M.) in 1 ½ Stunden (T3)
- Cima dell’Uomo (2390 m ü. M.) in 1 ½ Stunden (T3)
- Madonetto (2163 m ü. M.) in 40 Minuten (T2)
- Cima di Morisciolo (2202 m ü. M.) (T3)

## Übergänge
- Capanna Alpe Lèis in 1 ¼ Stunden
- Capanna Gariss in 3 Stunden
- Capanna Orino in 3 Stunden
- Capanna Mognone in 3 ½ Stunden
- Capanna Albagno in 4 Stunden
- Capanna Cornavosa in 8 Stunden
- Capanna Fümegna in 9 Stunden